# Línea SE864 (EMT Madrid)
El Servicio Especial (S.E.) codificado como SE864 de la EMT de Madrid unió las estaciones de Príncipe Pío y El Barrial en sustitución de las líneas C-1, C-7 y C-10 de Cercanías Madrid, que permaneció cortada por obras del 10 al 13 de octubre de 2024.

## Características
Esta línea unió, sin paradas intermedias, las estaciones de Príncipe Pío y El Barrial por obras de infraestructura en la línea 910 de Adif.
Era gratuita para los usuarios, pues se trata de un servicio especial consensuado entre ambos operadores de transporte.

### Frecuencias
| Jueves y viernes laborables |                    |
| De 06:00 a 07:00            | cada 5-7 minutos   |
| De 07:00 a 10:00            | cada 5 minutos     |
| De 10:00 a 21:00            | cada 5-7 minutos   |
| De 21:00 a fin              | cada 7-12 minutos  |
| Sábado                      |                    |
| De 06:09 a 11:00            | cada 13-14 minutos |
| De 11:00 a 22:00            | cada 10 minutos    |
| De 22:00 a fin              | cada 10-14 minutos |
| Domingo                     |                    |
| De 06:09 a 07:00            | cada 12-13 minutos |
| De 07:00 a 23:00            | cada 12 minutos    |
| De 23:00 a fin              | cada 14-15 minutos |

## Paradas

### Sentido El Barrial
| Código | Parada               | Conexiones con Metro y Cercanías | Otros |
| ------ | -------------------- | -------------------------------- | ----- |
| 8372   | Príncipe Pío         | Príncipe Pío                     |       |
| 17     | Rafael Botí-Archanda | El Barrial                       |       |

### Sentido Príncipe Pío
| Código | Parada               | Conexiones con Metro y Cercanías | Otros |
| ------ | -------------------- | -------------------------------- | ----- |
| 50022  | Rafael Botí-Archanda | El Barrial                       |       |
| 8372   | Príncipe Pío         | Príncipe Pío                     |       |